# Judith décapitant Holopherne (Palais Zevallos)
Judith décapitant Holopherne (en italien, Giuditta che decapita Oloferne) est un tableau traditionnellement attribué à l'artiste, copiste et marchand d'art flamand Louis Finson. Il fait partie de la collection de la banque italienne Banco di Napoli (it) et est exposé au palais Zevallos à Naples. On a proposé qu'il s'agit d'une copie d'un tableau perdu du Caravage peint vers 1607 à Naples dont on sait qu'il est en possession de Finson et le peintre flamand Abraham Vinck en 1607 lorsque le Caravage quitte Naples pour Malte.
Certains historiens d'art qui considèrent la « Judith de Toulouse » découverte en 2014 à Toulouse comme une œuvre autographe du Caravage ont suggéré que l'œuvre de Naples est une copie de Finson d'après la « Judith de Toulouse » du Caravage. D'autres historiens d'art considèrent la « Judith de Toulouse » comme une œuvre originale de Finson lui-même et l'œuvre de Naples, qui est généralement acceptée comme étant de qualité inférieure à la « Judith de Toulouse » comme une copie réalisée par Finson lui-même ou par son ami et partenaire commercial Martin Hermann Faber, un peintre de Emden (actuellement en Allemagne).

## Historique
Les spécialistes estiment que le tableau pourrait être une copie par Finson, de qualité modeste, d'une peinture du Caravage, considérée jusqu'alors comme perdue. Cette hypothèse est basée sur le fait que Finson, lorsqu'il était actif à Naples, possédait et faisait commerce des œuvres réalisées par le Caravage dans cette ville. Lorsque le Caravage quitte Naples le 14 juin 1607, il laisse deux tableaux - Madone du rosaire et une Judith décapitant Holopherne - dans l'atelier de Naples partagé par Finson et le peintre flamand Abraham Vinck à Naples. Les sources de l'époque, notamment une lettre du peintre flamand Frans Pourbus le Jeune, datée du 25 septembre 1607, adressée au duc de Mantoue, Vincent Ier Gonzague, témoignent en particulier de la possession par Finson de la Madone du rosaire et, de fait, d'une Judith et Holopherne par le Caravage, non identifiée — et non identifiable dans l'œuvre du palais Barberini,. D'autres études attestent par ailleurs que le Caravage se serait attaché à plusieurs reprises au thème de l'héroïne biblique Judith. 

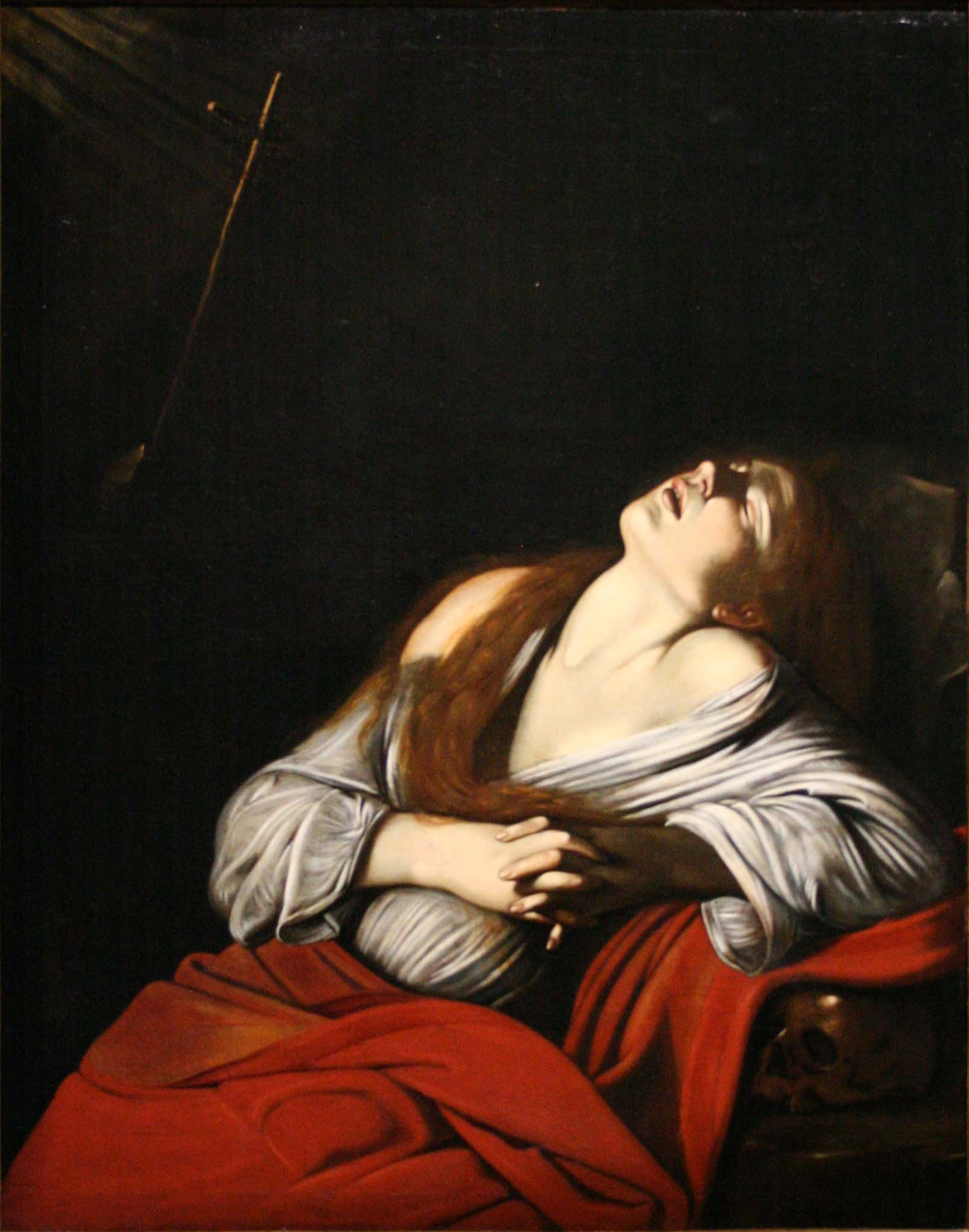
Marie Madeleine en extase du musée des beaux-arts de Marseille.

Après avoir quitté Naples et travaillé dans le Sud de la France pendant environ cinq ans Finson déménage vers 1615 à Amsterdam où Vinck l'a précédé en 1609. Les deux tableaux du Caravage sont à nouveau mentionnés, cette fois dans le testament du 19 septembre 1617 rédigé par Finson à Amsterdam. Dans son testament, Finson laisse à Vinck sa part dans les deux tableaux du Caravage qu'ils possèdent en commun depuis Naples. Finson décède peu de temps après avoir fait son testament et son héritier Vinck décède deux ans plus tard. Après la mort de Vinck, la Madone du rosaire est acquis après 1619 pour 1800 florins par un comité de peintres et « amateurs » flamands dirigé par Pierre Paul Rubens pour l'offrir à l'église Saint-Paul d'Anvers. En 1786, l'empereur Joseph II d'Autriche ordonne d'abord la fermeture de tous les ordres monastiques « inutiles », et puis revendique le tableau du Caravage pour sa collection d'art. Il peut maintenant être admiré au musée d'Histoire de l'art de Vienne.
Il n'y a aucune trace du deuxième Caravage représentant Judith décapitant Holopherne de Vinck et Finson depuis le début des années 1619. Selon une hypothèse, Finson l'aurait copiée et c'est cette copie qui se trouve à Naples. Il est établi que Finson a copié des œuvres du Caravage à d'autres occasions comme dans le cas de la Marie-Madeleine en extase du musée des beaux-arts de Marseille — qui est censée être une des multiples copies d'un original qui serait encore à identifier avec certitude.

## La «Judith de Toulouse»
En 2014, un tableau, une huile sur toile de 144 × 173 cm représentant Judith décapitant Holopherne est découvert dans le grenier d'une habitation privée près de Toulouse soi-disant par le hasard d'une fuite d'eau.

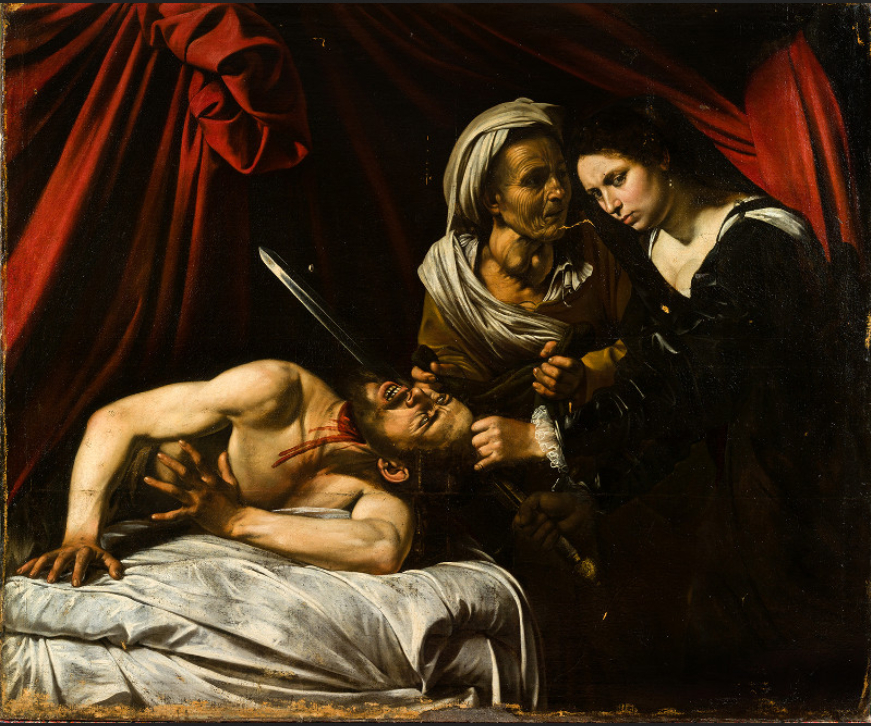
La « Judith de Toulouse »

Des historiens d'art comme Nicola Spinosa et Keith Christiansen sont convaincus que la « Judith de Toulouse » est une œuvre peinte par le Caravage dont la version à Naples serait une copie,. Ils font référence à la lettre de Pourbus. Il n'y a cependant aucune preuve permettant de lier la « Judith et Holopherne » mentionné par Pourbus ou celle appartenant à Finson et Vinck avec la toile de Toulouse. D'autres experts comme Maria Cristina Terzaghi, Gianni Papi et Sylvain Bellenger voient dans le tableau non seulement une œuvre de Finson, mais ils soutiennent également qu'il s'agit d'une création originale de Finson plutôt que d'une copie après un Caravage perdu. Terzaghi a même décrit le tableau de Toulouse comme le chef-d'œuvre de Finson,,. On sait que Finson a passé du temps à Toulouse où il organise une loterie en 1615. Ils ont également mis en doute l'attribution de la version à Naples à Finson et ont suggéré qu'il pourrait bien s'agir d'une copie fidèle après l'original de Finson réalisée par Martin Hermann Faber, un ami, partenaire commercial et élève présumé de Finson,. Finson et Faber étaient des néerlandophones qui voyageaient et travaillaient ensemble en Provence et faisaient partie du soi-disant « atelier du midi caravagesque » organisé par Nicolas-Claude Fabri de Peiresc à Aix-en-Provence qui comprenait des artistes comme Finson, Faber, Trophime Bigot et d'autres.

## Note
- (it) Cet article est partiellement ou en totalité issu de l’article de Wikipédia en italien intitulé « Giuditta che decapita Oloferne (Finson) » (voir la liste des auteurs).